# Protomicroplitis seriphus
Protomicroplitis seriphus är en stekelart som beskrevs av Nixon 1965. Protomicroplitis seriphus ingår i släktet Protomicroplitis och familjen bracksteklar. Inga underarter finns listade i Catalogue of Life.